# Mont d’Haurs
Der Mont d’Haurs ist ein Bergrücken im Gebiet der französischen Stadt Givet im Département Ardennes in den Ardennen.

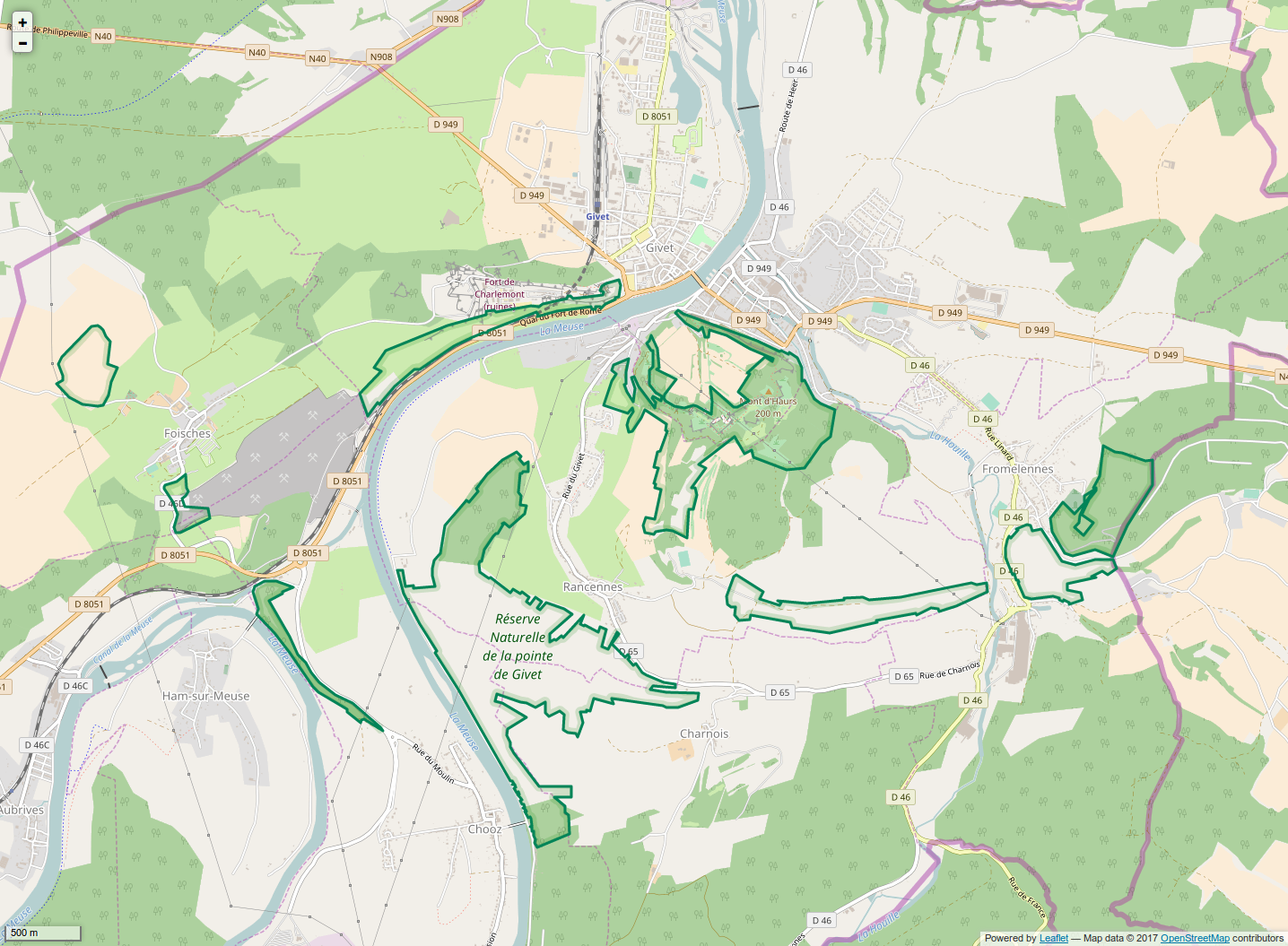
Übersicht über das Naturschutzgebiet Givet

## Geografie
Der Mont d’Haurs liegt an der Einmündung des Flusses Houille in die Maas. Hier ist der nördlichste Punkt des französischen Maas-Tales. Knapp stromabwärts von Givet wechselt die Maas auf das Staatsgebiet von Belgien über. In Givet endet auch der französische Canal de la Meuse, der die kanalisierte Maas für die Schifffahrt nutzt. Um den Mont d’Haurs herum, befinden sich die Orte Givet, Fromelennes, Charnois, Rancennes und in einem Tal der Ort Landrichamps.

## Naturschutzgebiet
Auf und um den Mont d’Haurs herum befindet sich das Naturschutzgebiet Givet im Regionalen Naturpark Ardennen.
Koordinaten: 50° 8′ N, 4° 50′ O